# الدين في الولايات المتحدة

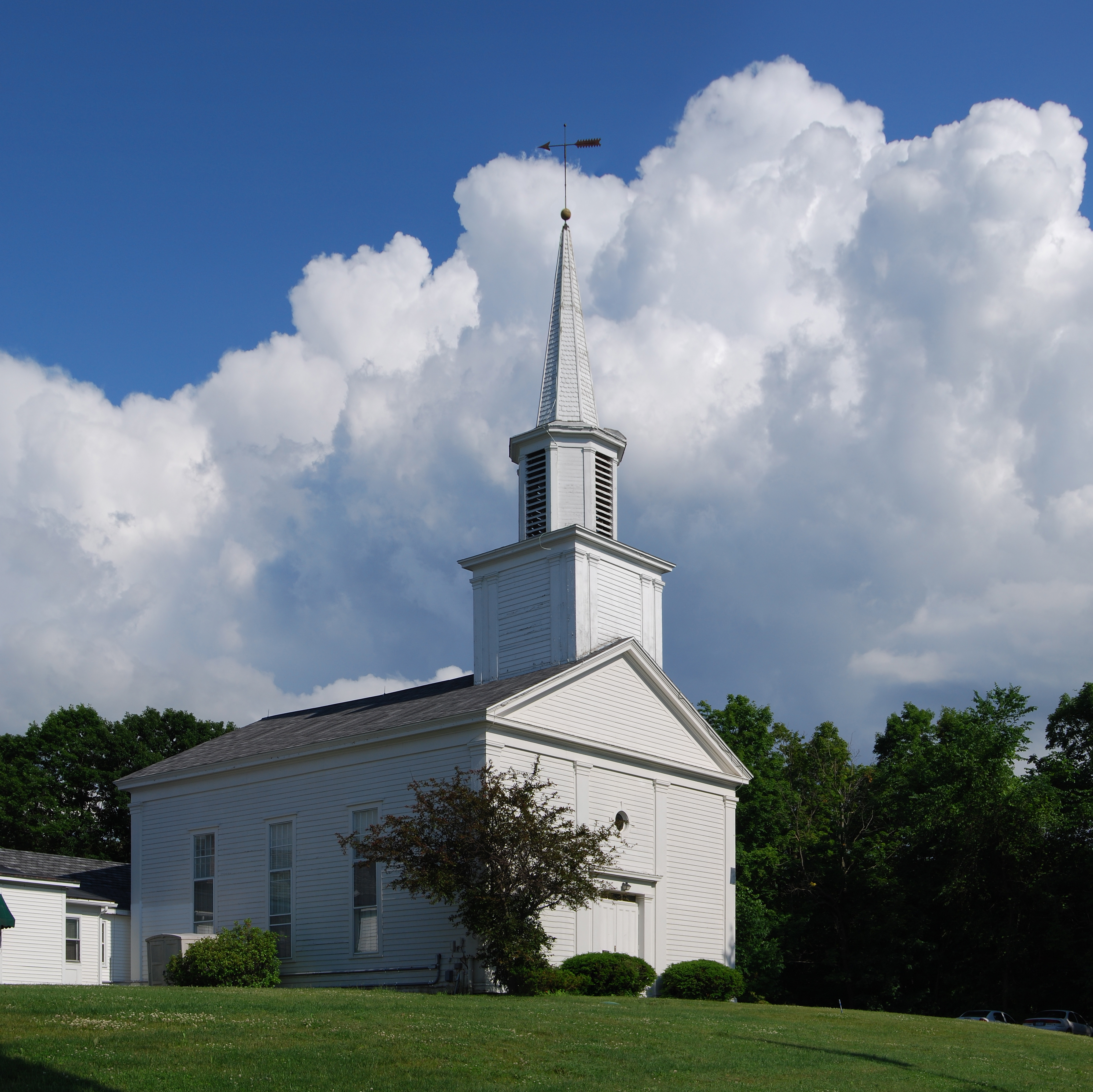
الكنيسة المشيخية؛ معظم الأمريكيين يدينون بالديانة المسيحية.

الدين في الولايات المتحدة (تقدير2017)
الدين في الولايات المتحدة الأميركية يتسم بالتنوع في العقائد الدينية والممارسات. مع أن الدولة علمانية رسميا، إلا أن انتماءات دينية كثيرة ازدهرت في الولايات المتحدة، وتقول أغلبية الأميركيين إن الدين يلعب دورا مهما في حياتهم، وذلك ظاهرة غير عادية عند الدول المتقدمة.
تاريخيا، تتميز الولايات المتحدة بالتعدد الديني والتنوع الديني، ابتداء من معتقدات الأميركيين الأصليين المنوعة في الفترة ما قبل الاستعمار. في الفترة الاستعمارية، وصل الأنجليكيون والكاثوليكيون والبروتستانتيون بالإضافة إلى اليهود من أوروبا، والأرثوذكسية الشرقية موجودة منذ استعمار الروس للأراضي التي تتكون منها ألاسكا الآن. ساهم المنشقون الإنجليز المنوعين الذين غادروا الكنيسة الأنجليكية في تنويع المشهد الديني.
أنجبت الصحوة الكبرى طوائف إنجيلية كثيرة؛ ارتفع عدد الأعضاء في كنائس ميثودية ومعمدانية بصورة جذرية في الصحوة الكبرى الثانية. في القرن الثامن عشر، تلقت الربوبية دعما عند النخبة الأميركية والمفكرين. الكنيسة الأسقفية الأمريكية، وهي مشتقة من كنيسة إنجلترا، كُونت خلال الثورة الأمريكية. بزغ فروع جديدة من البروتستانتية مثل الأدڤنتست؛ انتشرت طوائف مسيحية مثل الأصولية وشهود يهوه والمورمونية وكنيسة المسيح، عالم وغيرها بالإضافة إلى التوحيدية ومجتمعات كونية في القرن التاسع عشر. ظهرت الخمسينية في مطلع القرن العشرين نتيجة لإحياء شارع أزوسا، وظهرت السينتولوجيا في خمسينات القرن العشرين. ونتجت كنيسة التوحيدية الكونية عن اندماج التوحيدية مع الكونية في القرن العشرين.
منذ تسعينات القرن العشرين، انخفضت نسبة المتدينين من المسيحيين بفضل العلمنة، بينما انتشرت ديانات أخرى مثل البوذية والهندوسية والإسلام وغيرها. البروتستانتية التي كانت قوية تاريخيا، لم تعد الصنف الديني للأغلبية منذ أوائل عقد 2010.
تعد الولايات المتحدة دولة علمانية رسمياً؛ يكفل التعديل الأول لدستور الولايات المتحدة حرية ممارسة الأديان، ويمنع إنشاء أي حكم ديني. في دراسة لعام 2002، قال 59% من الأمريكيين أن الدين لعب «دوراً هاماً جدا ًفي حياتهم» وهو رقم أعلى بكثير من أي بلد غني. طبقاً لدراسة عام 2007، قال 78.4% من البالغين أنهم مسيحيون، بتراجع عن عام 1990 حيث كانت نسبة المسيحيين 86.4%.
يمثل البروتستانت 51.3%، في حين تمثل الكاثوليكية في الولايات المتحدة 23.9%، وهي أكبر فئة فردية. صنفت الدراسة الإنجيليين البيض وهم يمثلون 26.3% من السكان أكبر مجموعة دينية في البلاد؛ وتقدر دراسة أخرى الأنجيليين من جميع الأعراق بنسبة 30-35 %.
بينما بلغ مجموع تقديرات الديانات غير المسيحية في عام 2007 نحو 4.7% مرتفعة من 3.3% في عام 1990. أكبر الديانات المنتشرة غير المسيحية هي اليهودية (1.7%) والبوذية (0.7%) والإسلام (0.6%) والهندوسية (0.4%) والعالمية التوحدية (0.3%). تذكر الإحصائية أيضاً أن 16.1% من الأمريكيين يعتبرون أنفسهم لاأدريين أو ملحدين أو من دون دين وذلك مقارنة بنحو 8.2% عام 1990.

## عرض تاريخي
تأثرت أمريكا بالدين تأثيرًا عميقًا منذ أيامها الاستعمارية الأولى وذلك عندما انتقل بعض المستوطنين الإنجليز والألمان المعارضين للبروتستانتية بحثًا عن الحرية الدينية. استمر هذا التأثير في الثقافة الأمريكية والحياة الاجتماعية والسياسية. تأسست عدةٌ من المستعمرات الثلاث عشرة الأصلية من قِبل مستوطنين راغبين في ممارسة دينهم داخل مجتمع من الأشخاص المتشابهين في التفكير. أُنشأت مستعمرة خليج ماساتشوستس من قِبل الإنجليز التطهيريين، وبنسلفانيا من قِبل البريطانيين الكويكرز، وماريلاند من قِبل الكاثوليك الإنجليز، وفرجينيا من قِبل الأنجليكان الإنجليز. على الرغم من ذلك ونتيجة للنزاع الديني المتداخل والتفضيل في إنجلترا فإن قانون المستوطنات الزراعية لعام 1740 وضع سياسة رسمية للمهاجرين الجدد القادمين إلى أمريكا البريطانية حتى مجيء الثورة الأمريكية. في حين كان معظم المستوطنين والمستعمرين خلال هذه الفترة من البروتستانت، فقد وصل عدد قليل من المستوطنين الكاثوليك واليهود من شمال غرب أوروبا إلى المستعمرات؛ ومع ذلك، كانت أعدادهم ضئيلة جدًا مقارنة بالأغلبية البروتستانتية. حتى في «المُلكية الكاثوليكية» أو مستعمرة ماريلاند، كانت الغالبية العظمى من مستوطنيها بروتستانت بحلول عام 1670.
ينص التعديل الأول في دستور الولايات المتحدة على ما يلي: «لا يصدر الكونغرس أي قانون خاص بإقامة دين من الأديان أو يمنع حرية ممارسته، أو يحد من حرية الكلام أو الصحافة، أو من حق الشعب في التجمع السلمي، وفي مطالبة الحكومة بإنصافهم من الإجحاف»، فهو يضمن حرية ممارسة الدين ويمنع أيضًا الحكومة من إقامة دين للدولة. ومع ذلك، لم تكن الولايات ملزمة بهذا الحكم، وحتى وقت متأخر، في ثلاثينيات القرن التاسع عشر، قدمت ماساتشوستس أموال الضرائب للكنائس الأبرشانية. منذ أربعينيات القرن العشرين شرحت المحكمة العليا التعديل الأول باعتباره ينطبق على حكومات الولايات والحكومات المحلية.
أقر الرئيس جون آدامز ومجلس الشيوخ بالإجماع على معاهدة طرابلس عام 1797 التي تنص على أن: «حكومة الولايات المتحدة الأمريكية ليست بأي حال من الأحوال قائمة على الدين المسيحي».
أشار الباحثون والمؤلفون الخبراء إلى الولايات المتحدة بأنها «أمة بروتستانتية» أو «تأسست على مبادئ بروتستانتية»، مشددين بشكل خاص على إرثها الكالفيني.
الشعار الرسمي الحديث للولايات المتحدة الأمريكية على النحو المنصوص عليه في قانون عام 1956 الذي وقعه الرئيس دوايت دي آيزنهاور هو «بالله نؤمن». ظهرت العبارة لأول مرة على العملات المعدنية الأمريكية عام 1864.
وفقًا لاستبيان أجراه مركز بيو للدراسات عام 2002، قال ستةٌ من كل عشر أمريكيين إن الدين يلعب دورًا مهمًا في حياتهم مقارنة بنحو 33% في بريطانيا العظمى و27% في إيطاليا و21 في ألمانيا و12% في اليابان و11% في فرنسا. ذكر تقرير الاستبيان أن النتائج أظهرت تشابهًا كبيرًا لأمريكا مع الدول النامية (حيث تقول نسب أعلى إن الدين يلعب دورًا مهمًا) مقارنة بالدول الغنية الأخرى، حيث للدين دور ثانوي.
في عام 1963، ادعى 90% من البالغين في الولايات المتحدة أنهم مسيحيون في حين أعلن 2% فقط عدم وجود هوية دينية لهم. في عام 2016، حدد 73.7% من البالغين أنهم مسيحيون في حين ادعى 18.2% عدم انتمائهم الديني.